# Pogogyne abramsii
Pogogyne abramsii là một loài thực vật có hoa trong họ Hoa môi. Loài này được Howell miêu tả khoa học đầu tiên năm 1931.